# Xkcd
xkcd是兰德尔·门罗创作的网络漫画。作者称其为“关于浪漫、讽刺、数学和语言的网络漫画”。曾获得网络漫画家选择奖等奖项。
漫画的题材多种多样，包括生活与爱情、数学与科学幽默、简单的幽默和流行文化等，人物则多是简单的火柴人。
漫画使用创作共用协议授权。除了幾次例外，一般都在每周一、三、五更新。
第1110幅漫画颠覆了常人对漫画的理解，成为了人类历史上尺寸最大的漫画（165,888×79,872像素）。

## 歷史

xkcd其中的一幅漫畫。圖中人物舉著維基百科著名的"來源請求"標語。

xkcd漫画诞生于2005年9月。当时兰德尔·门罗不想丢掉他在旧笔记本上的涂鸦，于是把这些作品扫描并发表在网上，得到了读者的好评。于是他开始更认真地画漫画，并在网站上出售印有他的漫画的T恤。现在他已经成为了一名全职漫画家。xkcd这个词不是缩写，没有特别的含义，也没有发音。
2012年7月3日，xkcd网站开通了新栏目“xkcd What-Ifs”，用幽默的方式回答读者提交的科学问题。

### 中文翻譯
- xkcd 简体中文翻译 （页面存档备份，存于）
- xkcd 繁體中文翻譯 （页面存档备份，存于）
- 科学松鼠会翻译的一些漫画 （页面存档备份，存于）
- 译言翻译的一些漫画